# COLOR SANCTUARY
『COLOR SANCTUARY』（カラー・サンクチュアリー）は、今井麻美の1枚目のオリジナルアルバム。2010年11月23日に5pb.Recordsから発売された。

## 概要
BD付き数量限定盤、DVD付き初回限定盤、通常盤の3形態で発売され、数量限定盤には表題曲のPVとメイキングを収録したDVDが同梱されている。
アルバムのテーマは地球で、今井自身の夢や憧れがアルバムの中に詰め込まれており、表題の「COLOR SANCTUARY」も、いろいろな色が混ざり合った聖域が表現されている。

## 収録内容
CD
1. COLOR SANCTUARY [5:33]
作詞：今井麻美、作曲：濱田智之、編曲：酒井陽一
  - テレビ東京系『アニソ〜ンぷらす』2010年11月度オープニングテーマ
2. Shining Blue Rain [4:25]
作詞：橋詰亮子、作曲：沢村竣、編曲：伊藤俊
  - テレビ東京系『アニソンぷらす』2009年3月度オープニングテーマ
3. Strawberry 〜甘く切ない涙〜 [3:36]
作詞：沢村竣、作曲・編曲：南利一
  - テレビアニメ『にゃんこい!』エンディングテーマ
4. 蒼穹ノ月〜Crystal Moon〜 [5:03]
作詞：anri、作曲：松井´Tsui´亮介、編曲：南利一
5. Heavenly sky [4:45]
作詞：RUCCA、作曲：濱田智之、編曲：酒井陽一
6. Aquaのキセキ -Another Color- [4:49]
作詞：濱田智之、作曲・編曲：南利一
7. Day by Day -Bossa Nova- [3:54]
作詞：吉野麻希、作曲：沢村竣、編曲：悠木真一
8. 満天星 [5:22]
作詞：今井麻美、作曲：濱田智之、編曲：牧戸太郎
9. Horizon [3:54]
作詞：HIROMI、作曲：濱田智之、編曲：悠木真一
  - PC用ソフト『白銀のカルと蒼空の女王』オープニングテーマ
10. It's a fine day [4:38]
作詞・作曲：志倉千代丸、編曲：上野浩司
  - ゲーム『Ever17 -the out of infinity- Premium Edition』オープニングテーマ
11. ほんの少しの幸せ [5:57]
作詞：今井麻美、作曲：桐岡麻季、編曲：酒井陽一
  - Xbox 360用ソフト『メモリーズオフ ゆびきりの記憶』エンディングテーマ
12. シャングリラ [5:21]
作詞：RUCCA、作曲：濱田智之、編曲：南利一
  - PSP用ソフト『コープスパーティー ブラッドカバー リピーティッドフィアー』オープニングテーマ
  - テレビ東京系『アニソ〜ンぷらす』2010年7月度オープニングテーマ
13. regret -Another Color- [5:12]
作詞：今井麻美、作曲・編曲:濱田智之
14. The Azure〜碧の記憶〜 [4:40]
作詞：橋詰亮子、作曲：沢村竣、編曲：南利一
  - ゲーム『Ever17 -the out of infinity- Premium Edition』エンディングテーマ

BD / DVD
1. COLOR SANCTUARY MV
2. Strawberry 〜甘く切ない涙〜 MV
3. シャングリラ MV
4. COLOR SANCTUARY MV メイキング
5. 「白銀のカルと蒼空の女王」OP
6. 「コープスパーティー ブラッドカバー リピーティッドフィアー」OP